# Peckiamyia abnormalis
Peckiamyia abnormalis är en tvåvingeart som först beskrevs av Hall 1937.  Peckiamyia abnormalis ingår i släktet Peckiamyia och familjen köttflugor.
Artens utbredningsområde är Colombia. Inga underarter finns listade i Catalogue of Life.